# Aroa anthora
Aroa anthora är en fjärilsart som beskrevs av Fldr. 1874. Aroa anthora ingår i släktet Aroa och familjen tofsspinnare. Inga underarter finns listade i Catalogue of Life.